# Fontana (Kalifornie)
Fontana je město v Kalifornii v San Bernardino County, asi 80 km východně od Los Angeles. V roce 2010 mělo město téměř 200 tisíc obyvatel.

## Popis
Město bylo založeno roku 1913 a mělo spíše venkovský charakter, až zde za druhé světové války průmyslník Henry J. Kaiser vybudoval velkou ocelárnu (Kaiser Steel Corporation). Na jejím místě dnes stojí automobilové závodiště Auto Club Speedway.
Jde o významnou dálniční křižovatku, nachází se zde velká knihovna, divadlo a středisko pro poskytování zdravotní péče Kaiser Permanente.

## Osobnosti města
- Sammy Hagar (* 1947), rockový zpěvák, kytarista, skladatel a sólový umělec
- Travis Barker (* 1975), bubeník
- Adam Driver (* 1983), herec